# Meermönch

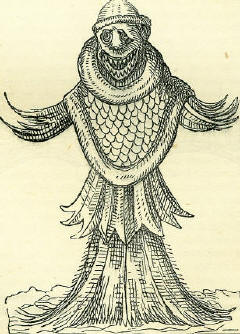
Der Meermönch in Robert Chambers’ Book of Days von 1863/1864. Die Illustration entspricht der in François Deserps’ Kostümbuch von 1562.

Der Meermönch ist ein fiktives Tier, das in verschiedenen mittelalterlichen und frühneuzeitlichen Tierbüchern beschrieben wird. Erstmals erwähnt wird er um 1200 bei Alexander Neckam. In der Folge wurden verschiedene Sichtungen des Meermönches dokumentiert, unter anderem soll um 1550 ein Exemplar dem König von Dänemark zugeschickt worden sein. Abbildungen des Meermönches finden sich in verschiedenen Werken des 16. Jahrhunderts, zum Beispiel in Conrad Gessners Fischbuch. In der Neuzeit wurden die Sichtungen des Meermönches durch Verwechslungen mit anderen Tieren zu deuten versucht. Japetus Steenstrup interpretierte ihn 1855 als Tintenfisch, neuere Deutungen gehen zum Beispiel von Seeteufeln, Meerengeln oder Robben aus.

## Überlieferungsgeschichte

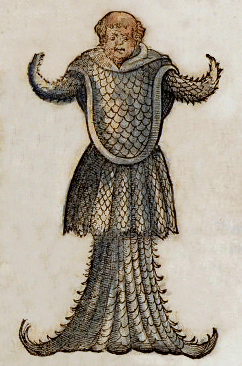
Meermönch in Conrad Gessners Fischbuch.

Erstmals erwähnt wird der Meermönch Ende des 12. oder Anfang des 13. Jahrhunderts in Alexander Neckams De Naturis Rerum, in dem es im Kapitel über seltsame Fische heißt, dass „andere Fische an Mönche erinnern“. Eine genauere Beschreibung gab Albertus Magnus in De animalibus, er nannte auch erstmals Sichtungen in der britischen See. Alberts Schüler Thomas von Cantimpré nahm den Meermönch in seinen Liber de natura rerum auf.
Im deutschsprachigen Raum wird der Meermönch erstmals von Konrad von Megenberg in seinem Buch der Natur, einer Übersetzung des Liber de natura rerum, erwähnt. Er wird hier neben zahlreichen weiteren „Meerwundern“ wie etwa den Meerdrachen oder dem Meerrind aufgeführt. Laut Megenberg gleicht der Kopf des Meermönches einer Mönchstonsur, er habe jedoch eine fischähnliche Nase und ein nicht menschenähnliches Gesicht. Die Meermönche hätten die Eigenart, Menschen durch Springen und Spielen anzulocken, anschließend aber unter das Wasser zu ziehen und zu fressen. Laut Monika Schmitz-Emans sind die bei Megenberg beschriebenen Meerwunder zugleich Allegorien auf menschliche Haltungen, Charaktereigenschaften oder Beschäftigungen, der Meermönch sei daher ein Gleichnis des Blenders, der Menschen unter Vorspiegelung falscher Frömmigkeit ins Unheil lockt.
Im Mittelalter und der frühen Neuzeit sind vereinzelt Sichtungen von Meermönchen beschrieben. 1187 sei einer bei Suffolk gefangen und der Sage nach sechs Monate in einem Schloss festgehalten worden. Er nutzte jedoch eine günstige Gelegenheit, um ins Meer zu springen und zu entkommen. Weitere angebliche Sichtungen gab es an der norwegischen Küste und im offenen Wasser der Nordsee.
Mitte des 16. Jahrhunderts sandte König Christian III. von Dänemark Zeichnungen eines seltsamen Meerestieres, das im Øresund gefangen wurde, an Kaiser Karl V. Auf diese Zeichnungen gehen wahrscheinlich zahlreiche Illustrationen des Meermönches in verschiedenen Tierbüchern zurück. Japetus Steenstrup listet für diese Zeit insgesamt acht Erwähnungen auf, unter anderem in den Fischbüchern von Pierre Belon und Guillaume Rondelet sowie in Conrad Gessners Fischbuch (1558). Bei Gessner wurde der Meermönch zusammen mit dem Meerbischof beschrieben und mit Illustrationen versehen. Gessner führt in seinen Büchern auch andere Fabelwesen wie den Phönix oder das Einhorn auf, ihre Existenz lässt er meist offen. Die Sichtungen des Meermönches zählt er mit kritischer Distanzierung auf.
Im Fischbuch ist der Meermönch mit menschenähnlichem Gesicht und an katholische Mönche erinnernder Kleidung aus Schuppen abgebildet. Wie auch bei den mittelalterlichen Beschreibungen von Megenberg ist sein Kopf tonsuriert. Kurz nach Gessners Fischbuch wurde der Meermönch – wiederum zusammen mit dem Meerbischof – nochmals in François Deserps’ Kostümbuch (Le recueil de la diversité des habits qui sont de present en usage dans les pays d'Europe, Asie, Afrique et les sauvages, 1562) abgebildet. Hier wirkt die Gestalt gedrungener, das Gesicht zeigt ein fratzenhaftes, haifischartiges Grinsen, und die Kleidung wirkt menschenähnlicher als bei Gessner. Laut Pommeranz könnten diese Veränderungen antikatholisch motiviert sein, ähnlich wie Lucas Cranachs Abbildungen des Papstesels und Mönchskalbs.
Auch nach dem 16. Jahrhundert wurde der Meermönch noch mehrmals in Büchern beschrieben und wegen des hohen Ansehens der frühneuzeitlichen Naturwissenschaftler auch für ein real existierendes Lebewesen gehalten, unter anderem in Gaspar Schotts Physica Curiosa (1697) oder in Robert Chambers’ Book of Days (1863/64). 1855 versuchte Steenstrup erstmals, die Sichtungen des Meermönches naturwissenschaftlich durch eine Verwechslung mit einem Tintenfisch zu erklären.

## Mögliche naturwissenschaftliche Deutungen
Steenstrup deutete den Meermönch 1855 als Tintenfisch. Ihm zufolge würden sowohl die überlieferte Körperform des Meermönches als auch andere Details ungefähr mit einem Tintenfisches übereinstimmen. Die an eine Tonsur erinnernde Färbung des Kopfes deutete er als Tintenbeutel. Auch wenn diese Interpretation immer noch weithin akzeptiert wird, wurden in neuerer Zeit auch andere Tiere als Kandidaten ins Spiel gebracht, unter anderen verschiedene Arten des Seeteufels, der im Englischen auch als monkfish bezeichnet wird. Ebenfalls als monkfish bezeichnet und oft mit dem Seeteufel verwechselt wird der Meerengel, der einem Mönch entfernt ähnlich sieht und besser mit der beschriebenen Größe des Meermönches übereinstimmen würde als die im Nordatlantik typischen Tintenfische. Eine weitere Möglichkeit wären Robben, die oft ebenfalls Mönchen ähneln und im Nordatlantik verbreitet sind. Getrocknete und präparierte Rochen (Jenny Haniver), die oft wie Fabelwesen gestaltet werden, könnten ebenfalls für tote Meermönche gehalten werden, allerdings bieten sie keine Erklärung für lebend gesichtete Exemplare. Eine eindeutige Erklärung des Phänomens des Meermönches kann angesichts der spärlichen Überlieferung jedenfalls nicht gegeben werden.